# انجمن مسلمانان سوئد
انجمن مسلمانان سوئد (به سویدی:Sveriges muslimska förbund، SMF) بزرگترین انجمن مسلمانان سوئد است که بیش از ۷۰ هزار نفر عضو دارد. ریاست این سازمان بر عهده محمد االدبی است. این انجمن همچنین عضو شورای مسلمانان سوئد است. این سازمان در سال ۱۹۸۱ تأسیس شده‌است.